# Tumbes-Chocó-Magdalena

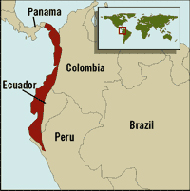
Tumbes-Chocó (rot). Das untere Magdalena Valley liegt im Nordwesten von Kolumbien

Tumbes-Chocó-Magdalena oder Chocó ist eine biogeographische Region im Nordwesten von Südamerika. Die Region gilt als ein Biodiversitäts-Hotspot, welcher tropische Regenwälder und tropische Trockenwälder an der Pazifikküste Südamerikas und den Galápagos-Inseln umschließt. Die Region erstreckt sich vom östlichen Zipfel Panamas zum unteren Tal des Río Magdalena in Kolumbien und entlang der Pazifikküste von Kolumbien und Ecuador zum nordwestlichsten Teil Perus. Die Region wird im Osten durch die Anden begrenzt. Der Tumbes-Chocó-Magdalena Hotspot ist 1500 km lang und hat eine Fläche von 274.597 km².
Tumbes-Chocó-Magdalena wird durch Besiedelung, die Jagd, insbesondere auf große Vögel und Säugetiere, und Abholzung, insbesondere der Küsten-Mangroven-Wälder, bedroht. So sind Ecuadors Küstenwälder auf nur 2 Prozent ihrer ursprünglichen Fläche zurückgegangen.